# Cyphia
Cyphia es un género de plantas  perteneciente a la familia Campanulaceae. Contiene 116 especies descritas y de estas, solo 68 aceptadas. Es originario de Eritrea hasta el sur de África.

## Taxonomía
El género fue descrito por Peter Jonas Bergius y publicado en Descriptiones Plantarum ex Capite Bonae Spei, ... 172. 1767. La especie tipo es: Cyphia bulbosa (L.) Bergam. 

## Especies aceptadas seleccionadas
A continuación se brinda un listado de las especies del género Cyphia aceptadas hasta octubre de 2013, ordenadas alfabéticamente. Para cada una se indica el nombre binomial seguido del autor, abreviado según las convenciones y usos.
- Cyphia alba N.E.Br.
- Cyphia alicedalensis E.Wimm.
- Cyphia angustifolia A.DC.
- Cyphia angustiloba C.Presl
- Cyphia anomala Eckl. & Zeyh.